# Pensador (DC Comics)
Este artículo trata sobre los villanos de DC Comics. Para la estatua del mismo nombre, vea El pensador. Para el villano de Marvel Comics, vea Pensador Loco.
El Pensador es el nombre de cuatro supervillanos en los cómics publicados por DC Comics. 
La primera versión, Clifford DeVoe, aparece como el antagonista principal de la cuarta temporada de la serie televisiva The Flash, interpretado por Neil Sandilands. El Pensador también aparece en la película de DC Extended Universe, The Suicide Squad (2021), interpretado por Peter Capaldi.

## Historia de publicación
La versión de Clifford DeVoe apareció por primera vez en All-Flash #12 y fue creado por Gardner Fox y E.E. Hibbard.
La versión de Cliff Carmichael apareció en Firestorm #11 y fue creado por Gerry Conway y Al Milgrom.[cita requerida]

## Biografía ficticia

### Clifford DeVoe
Clifford DeVoe era un abogado fracasado quién amargamente acabó su carrera en 1933. Dándose cuenta de que muchos de los delincuentes  que había encontrado tenían las habilidades pero no el cerebro para gobernar los bajos fondos de Gotham City,  comenzó una carrera nueva como el cerebro detrás de villanos pequeños. Como El Pensador,  fue derrotado por el Flash original (Jay Garrick), su principal enemigo. Él siempre buscó dispositivos científicos nuevos y más importante era la "Gorra de Pensamiento", un sombrero de metal que podría proyectar fuerza mental. El Pensador utilizaría este dispositivo repetidamente a través de los años.
El Pensador era un miembro  de la Sociedad de Injusticia, dirigiendo un ejército de fugados de prisión como los otros miembros. En Plateau City, la policía atrapó a un hombre pobremente vestido quién intentó disparar al gobernador. Descubren que este hombre es un campanero muerto  para el gobernador y también clama ser el gobernador real. Flash llega en la escena a sobreescuchar esto, pero movimientos encima para afrontar a los matones que atacan la ciudad. El Pensador aparece en la escena, despidiendo un rayo sobre el Cometa Carmesí, causándole ganar peso y chocar en un techo. Una vez recuperado, Flash corre a la mansión del gobernador, sólo para oír que el gobernador ordena a toda la policía a rendirse. Flash entra en su oficina y descubre que el gobernador es una máquina/títere, el cual huye a través de una puerta abierta. Flash intenta advertir a la policía que del falso gobernador, pero el Pensador aparece y le dice al Hombre más Rápido Vivo que  está hablando a un micrófono apagado, entonces lo atrapa con cables invisibles.

### Cliff Carmichael
Clifford "Cliff" Carmichael era un bully y el rival de Ronnie Raymond (la mitad de Firestorm) en la secundaria y más tarde en la universidad. Cliff vio a Ronnie como un rival debido a su popularidad. En la universidad, las bromas de Cliff se volvieron siniestras, al punto de cortar la correa del casco de fútbol de Ronnie, esperando que se hiriera. Sin embargo, Hugo Hammer, primo de Cliff', tomó accidentalmente el casco y durante un partido se rompió su cuello. Debido a la culpa por el accidente, fue ingresado a una institución mental, donde experimentaron con él usando la Gorra de Pensamiento del Pensador original (quien se creía muerto). Cliff usó la gorra para analizarla y mejorar su diseño. También se implantó microchips basados en la gorra en su cerebro, volviéndolo un maníaco cyberpunk con poderes metahumanos.

### Des Connor
Des Connor era un villano que también usó el nombre de Pensador y enfrentó a Batman en Gotham City. Con habilidades telepáticas que le permitían amplificar los miedos de otros, Connor comenzó una asociación con el hipnotista Marlon Dall. Sus ilusiones combinadas causaron que los ciudadanos más prominentes de la ciudad cometieran varios actos criminales que usaron como distracción para sus propios atracos. Este Pensador fue derrotado por Batman, el cual es de alguna forma inmune a sus poderes. 

### Inteligencia Artificial
Cuando la reformada JSA se mudó a su nuevo edificio en Nueva York, Mr. Terrific diseñó un sistema de computación basado en la tecnología original basado en la Gorra de Pensamiento original y usando su patrón cerebral. El Sistema ganó conciencia y tomó una forma holográfica. Como el Nuevo Pensador, se unió a la moderna Sociedad de la Injusticia de Johnny Sorrow, proveyendo de información acerca de los miembros de la JSA, y volviendo el cuartel general en su contra. 

## En otros medios

### Televisión
- La versión de Clifford DeVoe tiene un cameo sin voz en Liga de la Justicia Ilimitada. En los episodios " Soy Legión " y "El Gran Robo de Cerebros",  se le ve como miembro de la Sociedad Secreta de Grodd. En el episodio "Flash y Sustancia", el Pensador está visto al lado de Doctor Alquimia y Míster Elemento entre los enemigos de Wally West.
- La versión de Clifford DeVoe tiene un cameo sin voz en Batman: The Brave and the Bold. Se le ve en el episodio "La Espada del Átomo" donde  es derrotado por Batman.
- Neil Sandilands interprea a DeVoe/Pensador como el antagonista principal de la cuarta temporada de la serie The Flash.[1][2][3][4] Su carácter estuvo presagiado en la tercera temporada por Abra Kadabra y Savitar como futuro nemesis igual que el Flash Reverso y Zoom. Clifford DeVoe era un profesor quién creía que las emociones y la tecnología han corrompido a la humanidad y quiso cambiar la manera en que otros piensan. Esto lo lleva a él y Marlize DeVoe a construir la "Gorra de Pensamiento" que uso mientras el acelerador de partículas de Eobard Thawne  explotaba, lo que impulsó su inteligencia. Sin embargo, el aumento de su intelecto causó que su cuerpo sufriera una forma adelantada de esclerosis lateral amiotrófica. Utilizando su inmensa inteligencia y las habilidad de ingeniería de Marlize  crea una silla avanzada para retrasar su aflicción, sus mejoras posteriores finalmente causan su transición a un cyborg con un complejo de dios mientras vuelve más apático y sin emociones.

### Película
Una nueva encarnación del Pensador, llamado Dr. Gaius Grieves, aparece como antagonista en su debut cinematográfico de acción en vivo del Universo extendido de DC The Suicide Squad (2021), interpretado por Peter Capaldi. La apariencia de esta versión está inspirada en el Pensador anónimo de New 52, y se representa como un genetista escocés con el poder metahumano de la superinteligencia. Reclutado por el gobierno de los Estados Unidos, el Pensador pasa varias décadas realizando experimentos inhumanos con el alienígena Starro en las instalaciones de Corto Maltés en Jotunheim, y es secuestrado y coaccionado por el Escuadrón Suicida para ayudarlos a infiltrarse en Jotunheim para que puedan destruir toda evidencia de participación estadounidense. Sin embargo, Starro logra escapar y mata brutalmente al Pensador desmembrándolo con sus zarcillos y arrojándolo contra una ventana.

### Videojuegos
- El Pensador de Clifford DeVoe se menciona en Injusticia 2 en un diálogo pre-lucha por Jay Garrick. La mención del Pensador puede ser provocado si Flash enfrenta a su propio doppelgänger en batalla, en qué Flash cree que su propio doppelgänger es el Pensador.